# Guðmundur Þórarinsson
Guðmundur Þórarinsson (ur. 15 kwietnia 1992 w Selfoss) – piłkarz islandzki grający na pozycji środkowego pomocnika. Od 2022 jest zawodnikiem klubu Aalborg BK.

## Kariera klubowa
Swoją karierę piłkarską Þórarinsson rozpoczął w klubie Selfoss. W 2008 roku awansował do kadry pierwszego zespołu i wtedy też zadebiutował w nim w rozgrywkach 1. deild karla. W sezonie 2009 awansował z Selfossem do Úrvalsdeild (islandzkiej ekstraklasy). W Selfossie grał do końca 2010 roku. W 2011 roku Þórarinsson przeszedł do Vestmannaeyja. Swój debiut w nim zaliczył 2 maja 2011 w wygranym 1:0 domowym meczu z Fram. Wraz z ÍB Vestmannaeyja dwukrotnie zajmował 3. miejsce w islandzkiej lidze.
W 2013 roku Þórarinsson podpisał kontrakt z norweskim klubem Sarpsborg 08 FF. Zadebiutował w nim 17 marca 2013 w zremisowanym 2:2 wyjazdowym spotkaniu z Lillestrøm SK. W 2015 przeszedł do FC Nordsjælland, w którym zadebiutował 20 lutego 2015 w przegranym 0:3 domowym meczu z Randers FC. W marcu 2016 roku został zawodnikiem Rosenborga. Swój debiut w nim zaliczył 2 kwietnia 2016 w wygranym 2:0 wyjazdowym meczu z Vålerenga Fotball.
W lutym 2017 przeszedł do IFK Norrköping, a w styczniu 2020 do New York City FC. 25 lutego 2022 został zawodnikiem Aalborg BK.
| Sezon   | Klub             | Kraj              | Rozgrywki      | Mecze | Bramki |
| ------- | ---------------- | ----------------- | -------------- | ----- | ------ |
| 2008    | Selfoss          | Islandia          | 1. deild karla | 2     | 0      |
| 2009    | Selfoss          | Islandia          | 1. deild karla | 18    | 4      |
| 2010    | Selfoss          | Islandia          | Úrvalsdeild    | 16    | 1      |
| 2011    | Vestmannaeyja    | Islandia          | Úrvalsdeild    | 22    | 0      |
| 2012    | Vestmannaeyja    | Islandia          | Úrvalsdeild    | 21    | 2      |
| 2013    | Sarpsborg 08 FF  | Norwegia          | Tippeligaen    | 30    | 3      |
| 2014    | Sarpsborg 08 FF  | Norwegia          | Tippeligaen    | 29    | 3      |
| 2014/15 | FC Nordsjælland  | Dania             | Superligaen    | 15    | 0      |
| 2015/16 | FC Nordsjælland  | Dania             | Superligaen    | 20    | 1      |
| 2016    | Rosenborg BK     | Norwegia          | Tippeligaen    | 24    | 1      |
| 2017    | IFK Norrköping   | Szwecja           | Allsvenskan    | 27    | 2      |
| 2018    | IFK Norrköping   | Szwecja           | Allsvenskan    | 29    | 2      |
| 2019    | IFK Norrköping   | Szwecja           | Allsvenskan    | 28    | 0      |
| 2020    | New York City FC | Stany Zjednoczone | MLS            | 19    | 0      |
| 2021    | New York City FC | Stany Zjednoczone | MLS            | 24    | 2      |
| 2021/22 | Aalborg BK       | Dania             | Superligaen    |       |        |

## Kariera reprezentacyjna
W reprezentacji Islandii Þórarinsson zadebiutował 21 stycznia 2014 w przegranym 0:2 towarzyskim meczu ze Szwecją, rozegranym w Abu Zabi.

## Życie prywatne
Jego brat Ingólfur jest piosenkarzem. W 2018 roku Guðmundur Þórarinsson zgłosił się do Söngvakeppnin 2018, islandzkich eliminacji do Konkursu Piosenki Eurowizji.